# Predigra
U ljudskoj seksualnosti, predigra je seksualna aktivnost koja vodi do spolnog odnosa. Predigra može povećati seksualnu uzbuđenost i dovoditi do pristanka na spolne odnose. Iako se predigrom najčešće smatra fizička seksualna aktivnost, u nekim kontekstima njome se mogu smatrati i nefizičke aktivnosti (npr. mentalne i verbalne).Kod životinjske seksualnosti, slična aktivnost ponekad se zove predsnošajna aktivnost.

## Igre
Seksualno igranje uloga ili seksualne igre mogu stvoriti seksualnu zainteresiranost. Te igre mogu se igrati u raznim situacijama i poboljšane su tehnologijom. Ova vrsta produžene predigre može uključivati SMS poruke, pozive, mrežne razgovore i druge oblike daljinske komunikacije. Njihov cilj je stimulirati fantaziju o nadolazećem susretu, što dovodi i do seksualne tenzije.
Kao predigra mogu se igrati i kartaške ili društvene igre. Cilj igre je da se partneri prepuste vlastitim fantazijama. Od gubitnika se može zahtijevati, na primjer, da skine dio odjeće ili senzualno masira pobjednikova stopala ili bilo što drugo što pobjednik želi. Atmosfera se može poboljšati svijećama, pićem, hranom ili sugestivnom odjećom. Čak je i prijedlog korištenja seksualnih igračaka ili igranja igara koje uključuju fetiše, bondage i poveze na očima indikator seksualnog interesa.
Neki parovi stvaraju seksualni interes gledanjem erotskih i pornografskih videozapisa. Igranje uloga može uključivati nošenje kostima za stvaranje i održavanje seksualnih fantazija. Partneri mogu i zajedno izmisliti seksualne priče. Jedan partner započinje igru zadavanjem rečenice koju nastavi drugi partner sve do kad priča ne postane seksualno eksplicitna. Time se partnerima daje prilika izražavanja vlastitih seksualnih fantazija. "Stranci na dan" je igra uloga u kojoj se partneri pretvaraju da su stranci koji se susreću prvi puta. Cilj igre je zavesti drugu osobu bez da rade ili govore nešto što inače ne bi radili ili govorili na prvom sastanku s nekom osobom.